# Where Are We Now?
Where Are We Now? – ballada rockowa Davida Bowiego, wydana jako pierwszy singel z jego dwudziestego czwartego albumu studyjnego zatytułowanego The Next Day. Singel ukazał się w sprzedaży 8 stycznia 2013 w 66. urodziny Bowiego.

## Tekst
Utwór jest opowiadaniem podstarzałej osoby wspominającej zamierzchłe czasy. W słowach utworu pada wiele nawiązań do Berlina w którym to mieście Bowie mieszkał w latach 70. i gdzie nagrał tzw. „trylogię berlińską” (albumy Low, „Heroes” i Lodger).

## Sprzedaż
W dniu wejścia do sprzedażny w iTunes singel znalazł się na szczytach list przebojów w ośmiu krajach, na brytyjskim zestawieniu Apple’a dotarł na pierwsze miejsce w pierwszym dniu sprzedaży o godzinie 15.

## Notowania
| Lista przebojów                    | Najwyższa pozycja |
| ---------------------------------- | ----------------- |
| Lista przebojów Programu Trzeciego | 6                 |
| Lista Przebojów UWUEMKA            | 33                |